# Oscar Plattner
Oscar Plattner, nascido em 17 de fevereiro de 1922 em Tschappina e falecido em 21 de agosto de 2002 em Zurique, é um ciclista suíço. Foi campeão do mundo de velocidade amador em 1946 e profissional em 1952.

## Palmarés

### Campeonatos do mundo
- 1946
  -  Campeão do mundo de velocidade individual aficionada
- 1952
  -  Campeão do mundo de velocidade individual profissional
- 1955
  -  Medalhista de prata da velocidade individual profissionais
- 1956
  -  Medalhista de bronze da velocidade individual profissionais
- 1960
  -  Medalhista de prata da velocidade individual profissionais
- 1962
  -  Medalhista de bronze da velocidade individual profissionais

### Campeonatos nacionais
- Campeão da Suíça de velocidade individual aficionada em 1944, 1945, 1946
- Campeão da Suíça de velocidade individual profissionais em 1947, 1948, 1949, 1950, 1951, 1952, 1953, 1954, 1955, 1958, 1960, 1961, 1962, 1963, 1964
- Campeão da Suíça da americana em 1958 e 1959 com Walter Bucher

### Outras competições
- 1951
  - Seis dias de Copenhaga (com Kay Werner Nielsen)
- 1953
  - Seis dias de Hannover (com Hans Preiskeit)
  - Seis dias de Anvers (com Achiel Bruneel)
  - Grande Prêmio de Paris
- 1956
  - Seis dias de Paris (com Jean Roth e Walter Bucher)
  - Seis dias de Aarhus (com Fritz Pfenninger)
- 1961
  - Seis dias de Madrid (com Armin von Büren)
  - Seis dias de Nova Iorque (com Armin von Büren)
- 1962
  - Seis dias de Anvers (com Rik Van Looy e Peter Post)